# Élections législatives bangladaises de 2014
Les élections législatives bangladaises de 2014 se sont déroulées le 5 janvier 2014 au Bangladesh. Elles voient la victoire de la Ligue Awami, au pouvoir.

## Contexte
Depuis l'annonce des élections, l'opposition proteste. Les élections se déroulent dans un climat de violence, provoquant 24 morts et la destruction de 200 bureaux de vote. Le principal parti d'opposition, le Parti nationaliste du Bangladesh (Bangladesh Jatiyatabadi Dal, BNP), décide de boycotter le scrutin.

## Mode de scrutin
Le parlement du Bangladesh, dit Jatiya Sangsad est composé de 350 sièges dont 300 pourvus directement au scrutin majoritaire uninominal à un tour dans autant de circonscriptions. Les 50 sièges restants, réservés aux femmes, sont répartis entre les différents partis  proportionnellement à leurs parts des voix, et les candidates validées par un vote du Parlement.

## Résultats
| Parti                     | Parti                                | Votes      | %      | Sièges | +/–           |
| ------------------------- | ------------------------------------ | ---------- | ------ | ------ | ------------- |
|                           | Ligue Awami                          | 36 173 883 | 79,14  | 234    | 1             |
|                           | Parti Jatiya (en) (Ershad)           | 5 167 698  | 11,31  | 34     | 10            |
|                           | Parti des travailleurs du Bangladesh | 939 581    | 2,06   | 6      | 4             |
|                           | Jatiya Samajtantrik Dal              | 798 644    | 1,75   | 5      | 2             |
|                           | Parti Jatiya (Manju)                 |            | 0,3    | 2      | 2             |
|                           | Fédération Bangladesh Tarikat        |            | 0,3    | 2      | 2             |
|                           | Front nationaliste bangladais        |            | 0,3    | 1      | 1             |
|                           | Indépendants                         |            | 4,7    | 15     | 13            |
|                           | Annulé                               | Annulé     | Annulé | 1      | -             |
|                           |                                      |            |        |        |               |
| Votes valides             | Votes valides                        | 45 710 583 | 3,28   |        |               |
| Votes blancs et invalides | Votes blancs et invalides            | 1 551 585  | 96,72  |        |               |
| Total                     | Total                                | 47 262 168 | 100    | 300    | en stagnation |
| Abstention                | Abstention                           | 44 744 945 | 48,63  |        |               |
| Inscrits / participation  | Inscrits / participation             | 92 007 113 | 51,37  |        |               |